# Calorileya nigra
Calorileya nigra är en stekelart som beskrevs av Gomes 1943. Calorileya nigra ingår i släktet Calorileya och familjen kragglanssteklar. Inga underarter finns listade.